# Бутень ароматный
Бу́тень арома́тный (лат. Chaerophýllum aromáticum) — вид многолетних травянистых растений семейства Зонтичные (Apiaceae). Распространён в умеренном климате Европы.

## Название
Латинское родовое название образовано от корней др.-греч. χαίρω (kairo, kero) — «приятный, радостный» + др.-греч. φύλλον (filon) — «лист» и отражает приятный аромат листьев. Этимология русскоязычного названия не ясна. 
Латинский видовой эпитет лат. aromaticum имеет значение "ароматный".

## Ботаническое описание
Травянистые многолетнее растения с прямым, ветвистым стеблем высотой 50—200 см.
Корневище толстое, горизонтальное или приподнятое.
Листья дважды- или триждытройчатосложные, серо-зелёные, покрыты редкими прижатыми волосиками или, реже, голые. Нижние листья на длинных черешках, верхние сидячие на коротких влагалищах.
Соцветие — зонтик с 12—20 гладкими лучами. Лепестки белые, голые, обратнояйцевидные. Цветёт в июле.
Плоды продолговатые, цилиндрические, светло-бурые с продольными полосками, развиваются в зонтичке по одному или в небольшом количестве.
Плодоносит в августе.

## Распространение и экология
Произрастает в центральной и юго-восточной Европе, Прибалтике, Белоруссии, Молдавии, на Украине и европейской части России.
Растёт среди кустарников, в разрежённых лесах, на обрывах.

## Применение
Из молодых побегов варят супы и борщи.
Настойку корня в народной медицине используют при желудочных заболеваниях.
Хороший медонос.

## Классификация

### Таксономия[4]
Chaerophyllum aromaticum L., 1753, Sp. Pl.: 259
Вид Бутень ароматный относится к роду  Бутень (Chaerophyllum) семейства Зонтичные (Apiaceae) порядка Зонтикоцветные  (Apiales). Кладограмма в соответствии с Системой APG IV:
|  |                                      |  |                                   |                                   |                     |  | ещё 6 семейств | ещё 6 семейств |                  |  |  |  | еще 71 подтвержденный вид и 22 в статусе "непроверенных" |
|  |                                      |  |                                   |                                   |                     |  | ещё 6 семейств | ещё 6 семейств |                  |  |  |  | еще 71 подтвержденный вид и 22 в статусе "непроверенных" |
|  |                                      |  |                                   | порядок Зонтикоцветные            |                     |  |                |                | род Бутень       |  |  |  |                                                          |
|  |                                      |  |                                   | порядок Зонтикоцветные            |                     |  |                |                | род Бутень       |  |  |  |                                                          |
|  | отдел Цветковые, или Покрытосеменные |  |                                   |                                   | семейство Зонтичные |  |                |                | Бутень ароматный |  |  |  |                                                          |
|  | отдел Цветковые, или Покрытосеменные |  |                                   |                                   | семейство Зонтичные |  |                |                |                  |  |  |  |                                                          |
|  |                                      |  | ещё 63 порядка цветковых растений | ещё 63 порядка цветковых растений |                     |  |                | ещё 447 родов  | ещё 447 родов    |  |  |  |                                                          |
|  |                                      |  |                                   | ещё 63 порядка цветковых растений |                     |  |                |                | ещё 447 родов    |  |  |  |                                                          |

### Синонимы
- Chaerophyllum euboeum  Halácsy
- Myrrhis aromatica  Spreng.
- Scandix aromatica  Wahlenb.
- Scandix tinctoria  Scop.
- Selinum aromaticum  E.H.L.Krause
- Sikira aromatica  (L.) Raf.